# Кобаяси Киётика
Кобаяси Киётика (яп. 小林 清親, 10 сентября, 1847 — 28 ноября, 1915) — японский художник второй половины 19 века.

## Биография
Будущий художник родился в городе Токио. Его отец Кобаяси Мохэ был чиновником по разгрузке риса, собранного в качестве налогов. Его мать была дочерью такого же чиновника. В семье было девять детей. Отец умер в 1862 году и младший сын Киётика взял на себя роль главы семьи.
В 1855 году их дом был разрушен во время землетрясения (частых в Японии), к счастью никто из семьи не пострадал.

## Посещение Киото
В 1865 году он посетил древнюю столицу Японии Киото как подчинённый одного из чиновников. Впоследствии он поселился в городе Осака. Во времена гражданской войны в Японии в 1868 году он принимал участие в боях на стороне сёгуна. Сёгун проиграл и молодой воин вернулся в город Осака. Как сторонник власти сёгуна, он не бросил сюзерена и снова пришёл на службу, прибыв в Эдо (Токио). После падения Эдо он перебрался в Сидзуоку, который был резиденцией клана Токугава.

## Возвращение в Токио и освоения искусства рисования
Эдо был переименован в Токио. В мае 1873 года Киётика переехал вместе со старой матерью в Токио, где она умерла в сентябре того же года. Пребывание в Токио привело парня к искусству, чему также способствовали жизненные и психологические потрясения и общение с такими художниками, как Каванабэ Киёсай (1831—1889) и Сибата Тёсин (1807—1891). По предположениям, именно с ними он и осваивал новую для него отрасль — рисование и технику создания гравюр укиё-э.

## Впечатления от модернизации Японии
Уже в 1875 году вышли из печати его первые гравюры, где он подал быстрые темпы буржуазной модернизации Японии как государства на западный манер. Ряд японских художников обратилась к культурному и технологическому достоянию буржуазных стран западной Европы. В местном искусстве это отразилось в приспособлении светотени и элементов перспективы, давно разработанных итальянскими мастерами, в традиционной японской графике. Среагировали художники Японии и на признаки западноевропейской техники, западноевропейской одежды, которые начали вытеснять традиционную японскую одежду, особенно в среде военных и богатых слоёв японского общества. Источником новых художественных средств для японского художника, как полагают, была живопись художника Чарльза Виргмана (1832—1891). С 1878 года он начал стажироваться под руководством более опытного художника.

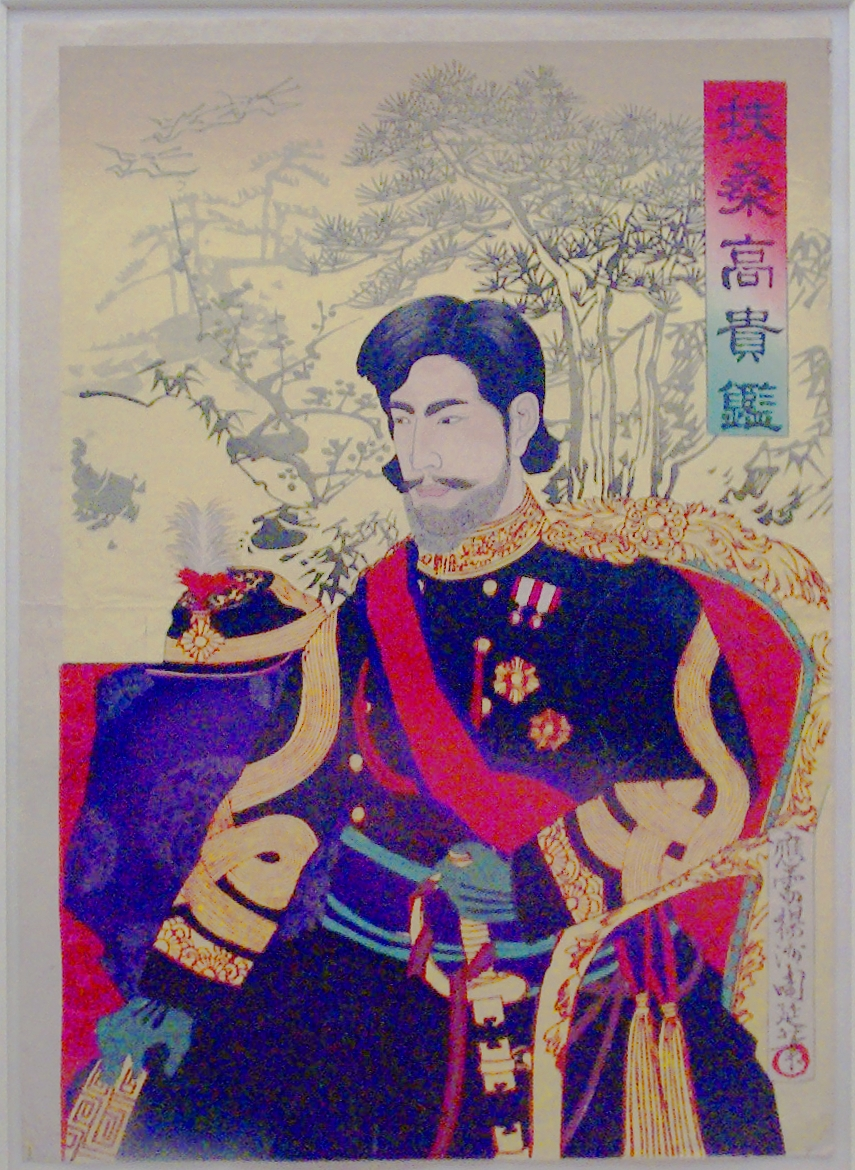
Тоёхара Тиканобу (1838 - 1912). «Император Мэйдзи» дерево, 1887 г., Британский музей
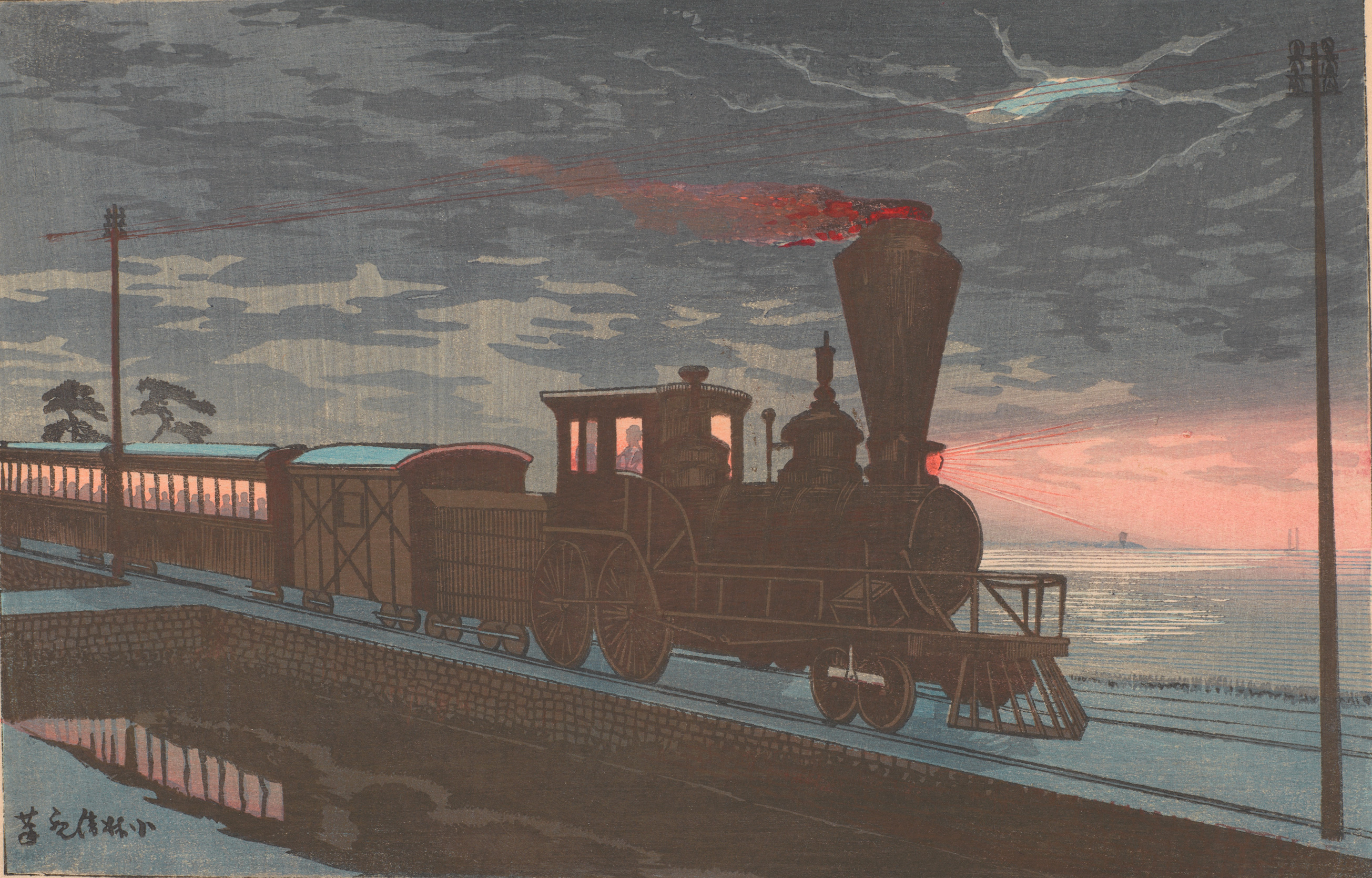
Кобаяси Киёсика. «Пейзаж Таканава с поездом при лунном освещении», 1879 год.
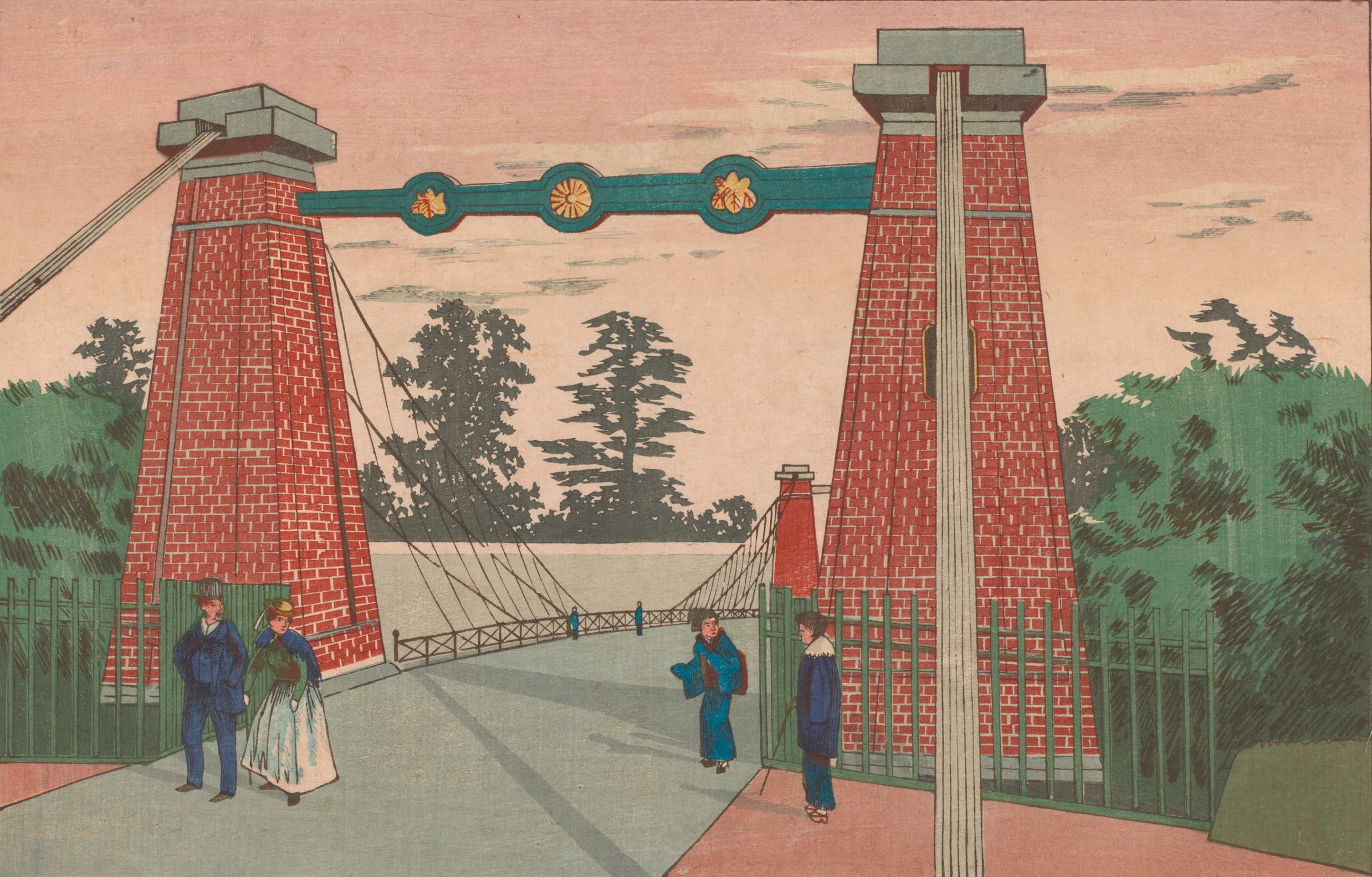
Кобаяси Киёсика. «Подвесной мост нового для Японии типа возле замка Граунд», ок. 1879 г.

## Милитаризм в произведениях художника
Полуфеодальное руководство Японии использовало модернизацию страны прежде всего на укрепление армии и её захватнических функций. Военное дело и буржуазная модернизация в армии привлекали Кобаяси Киёсику как бывшего военного и милитаристически настроенного японца. Изображения военных, военных столкновений на суше и на море заняло заметное место в его творчестве. При этом он искренне воспевал японскую армию, флот, и военных, как носителей феодальных добродетелей, унаследованных от самураев.

## Иллюстратор буржуазных газет и журналов

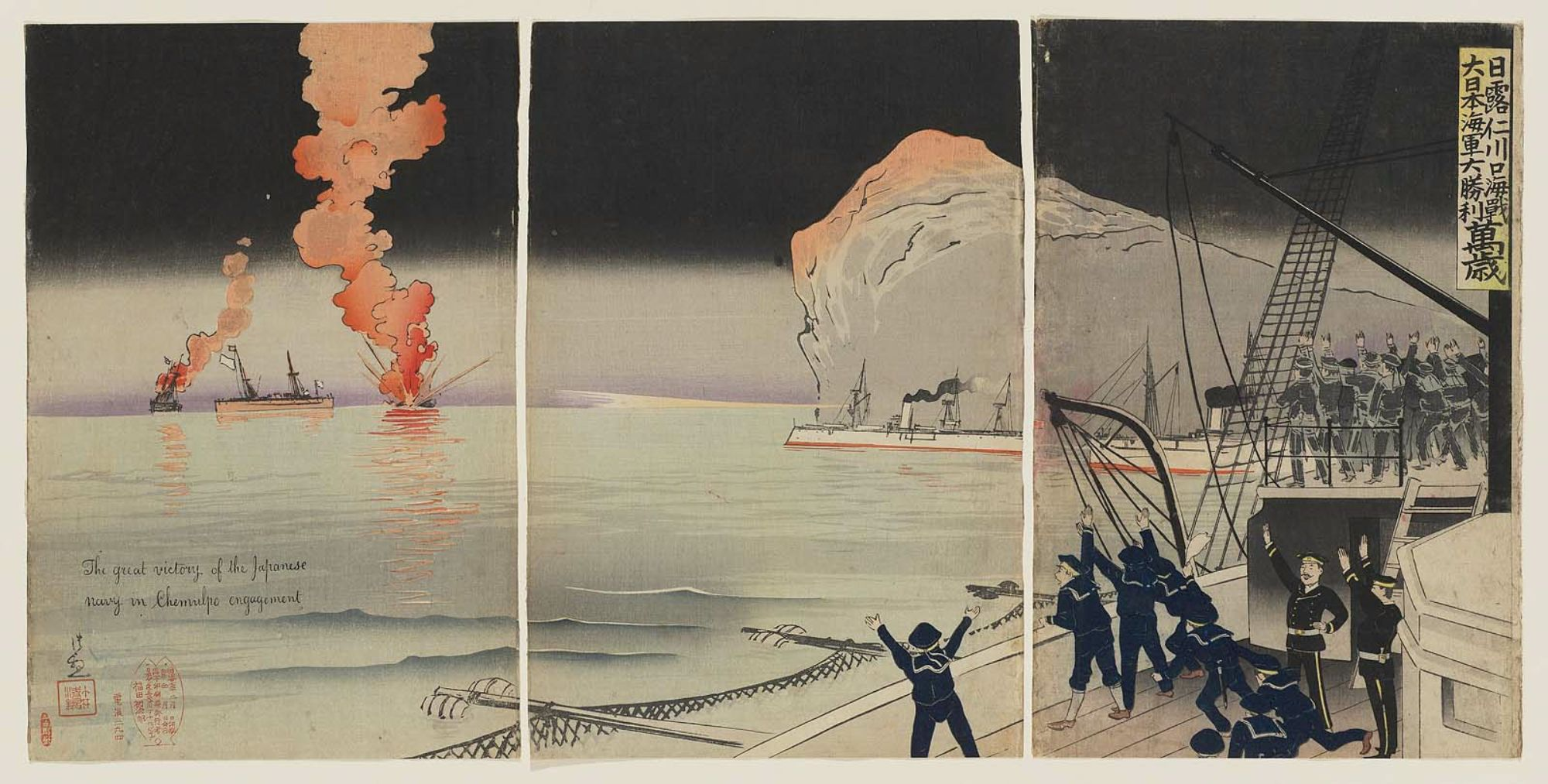
Кобаяси Киёсика. «Великая победа японского флота на русскими на море», 1904 г. Музей изящных искусств (Бостон)

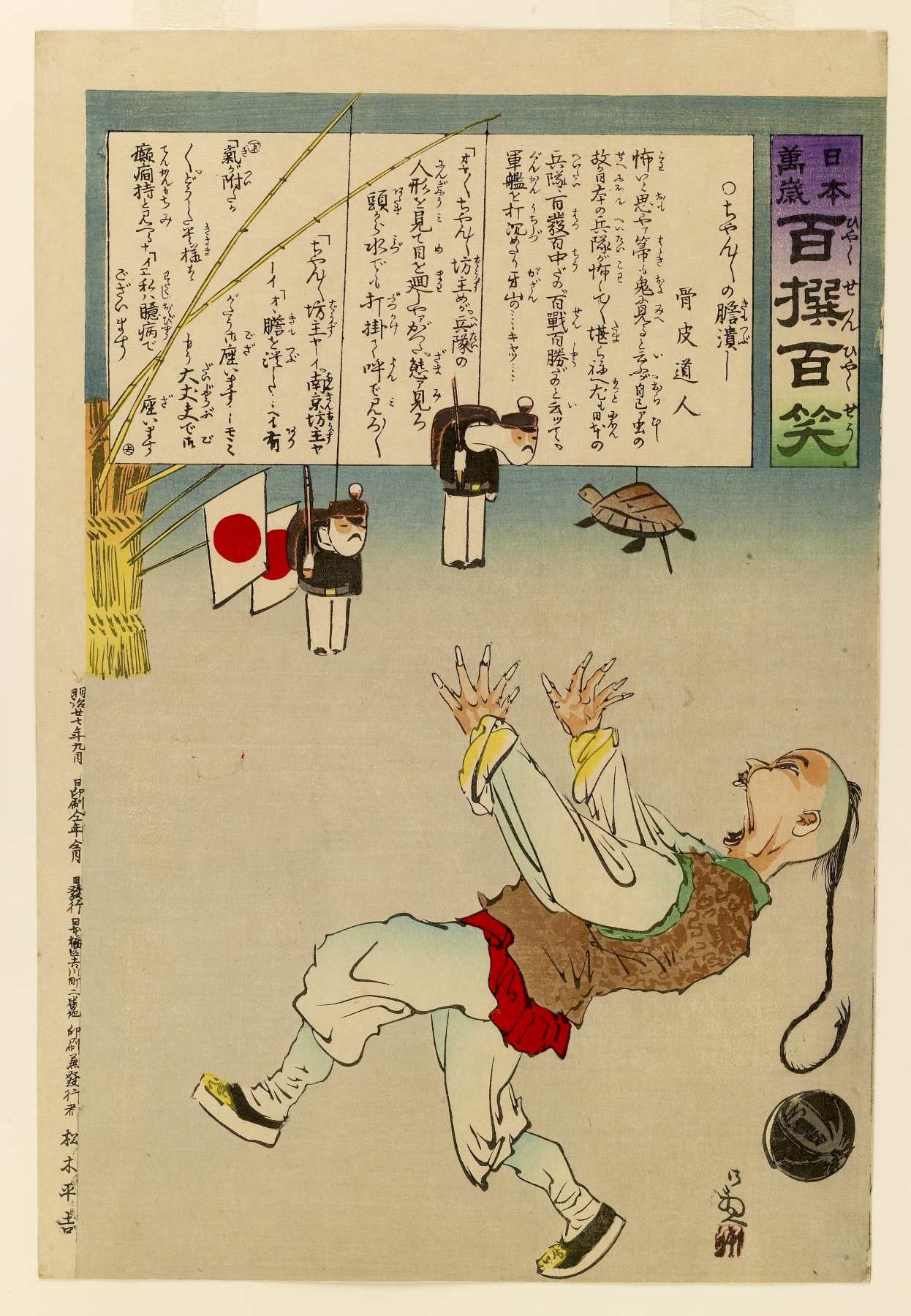
Кобаяси Киёсика. «Китаец, испуганный кукольными японскими воинами»

Модернизация Японии сопровождалась быстрым развитием буржуазных газет и журналов. В свою очередь это вызвало спрос на художников и иллюстраторов. Одним из таких иллюстраторов и стал Кобаяси Киётика, который обслуживал ряд буржуазных периодических изданий.
Понятно, что художник стоял на позициях японского патриотизма, который тогда понимали как приверженность к императору и одобрение милитаризма. Среди произведений художника немало образцов со сценами побед японских воинов сначала в японо-китайской войне, затем и русско-японской войне. Новейшие темы были решены в стилистике старинной японской графики укиё-э с освещёнными красками, с делением на три части и др.

## Последние годы
В последние годы он отошёл от быстрых требований труда для периодических изданий и сосредоточился на живописи. Он не стал состоятельным художником и даже некоторое время его жена торговала веерами и плакатами, чтобы поддержать финансы семьи. Жена художника умерла в 1912 году. Болел и сам художник. Для лечения ревматизма он посещал один из японских курортов в Мацумото. Художник умер 28 ноября 1915 года в собственном доме в городе Токио.
В семье художника было две дочери.

## Избранные произведения (галерея)

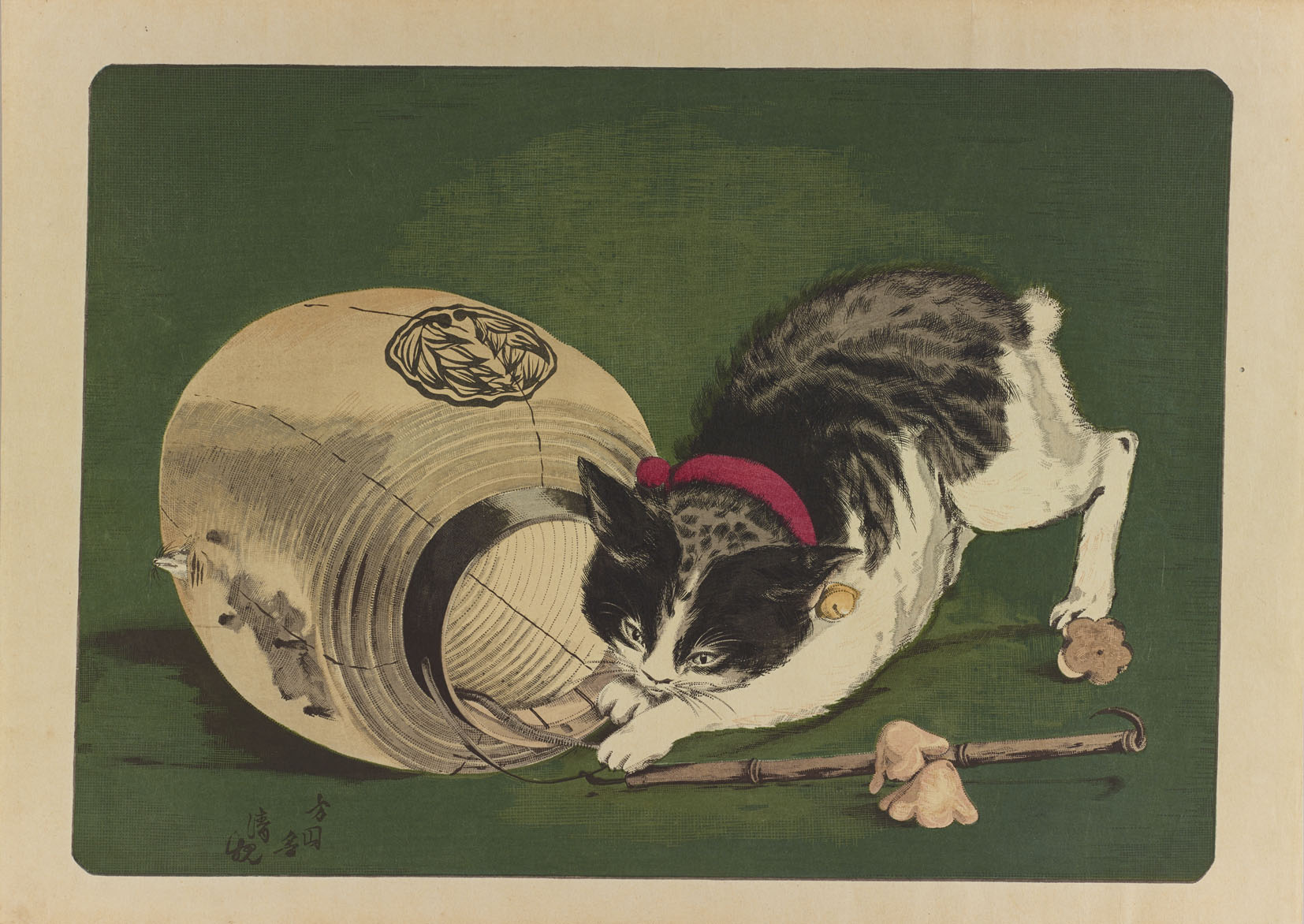
Кобаяси Киёсика. «Игры с японским бумажным фонарём», 1877 г.
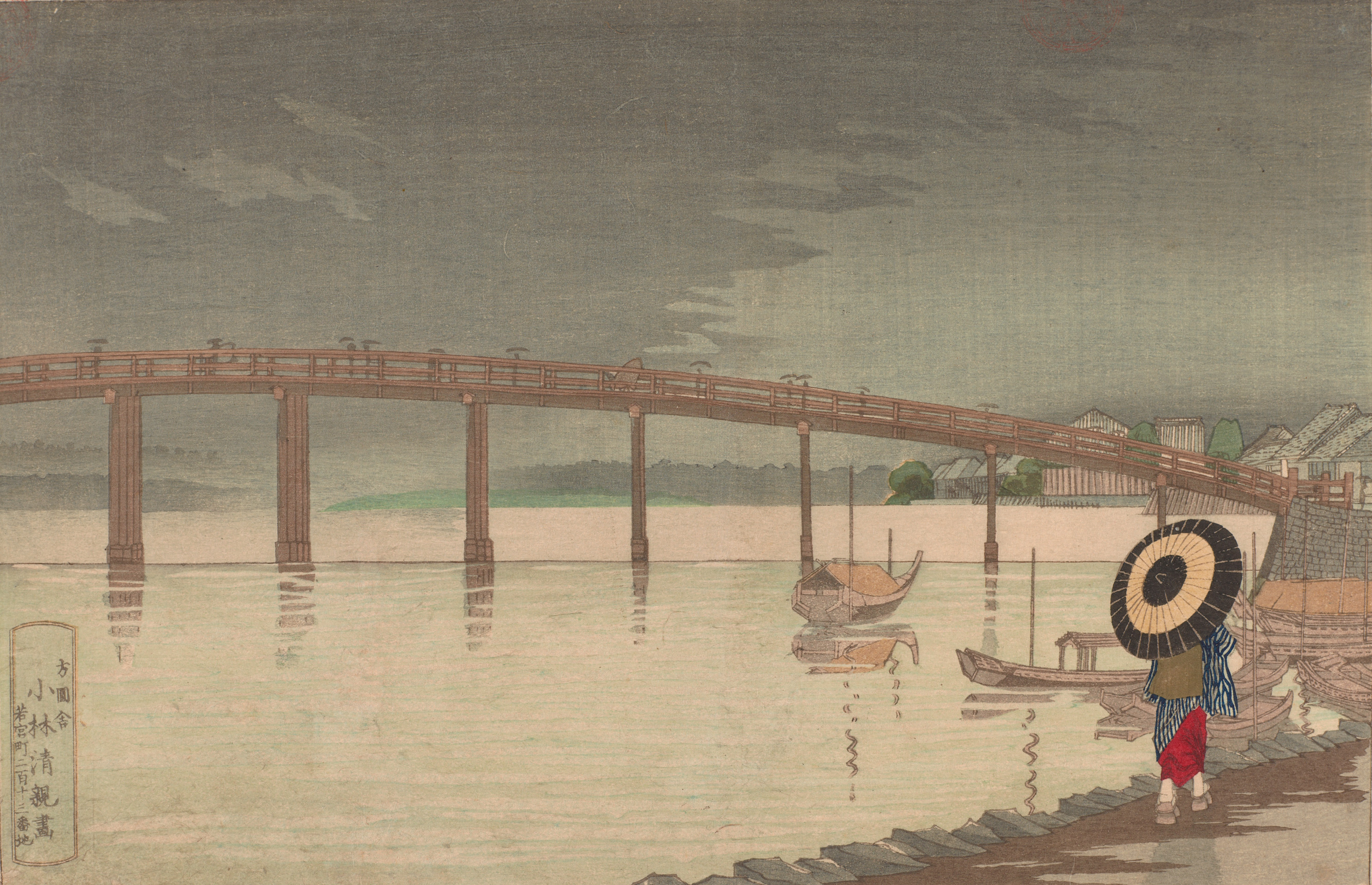
Кобаяси Киёсика. «Мост Вио-Охаси в Токио под дождём», 1876 г.
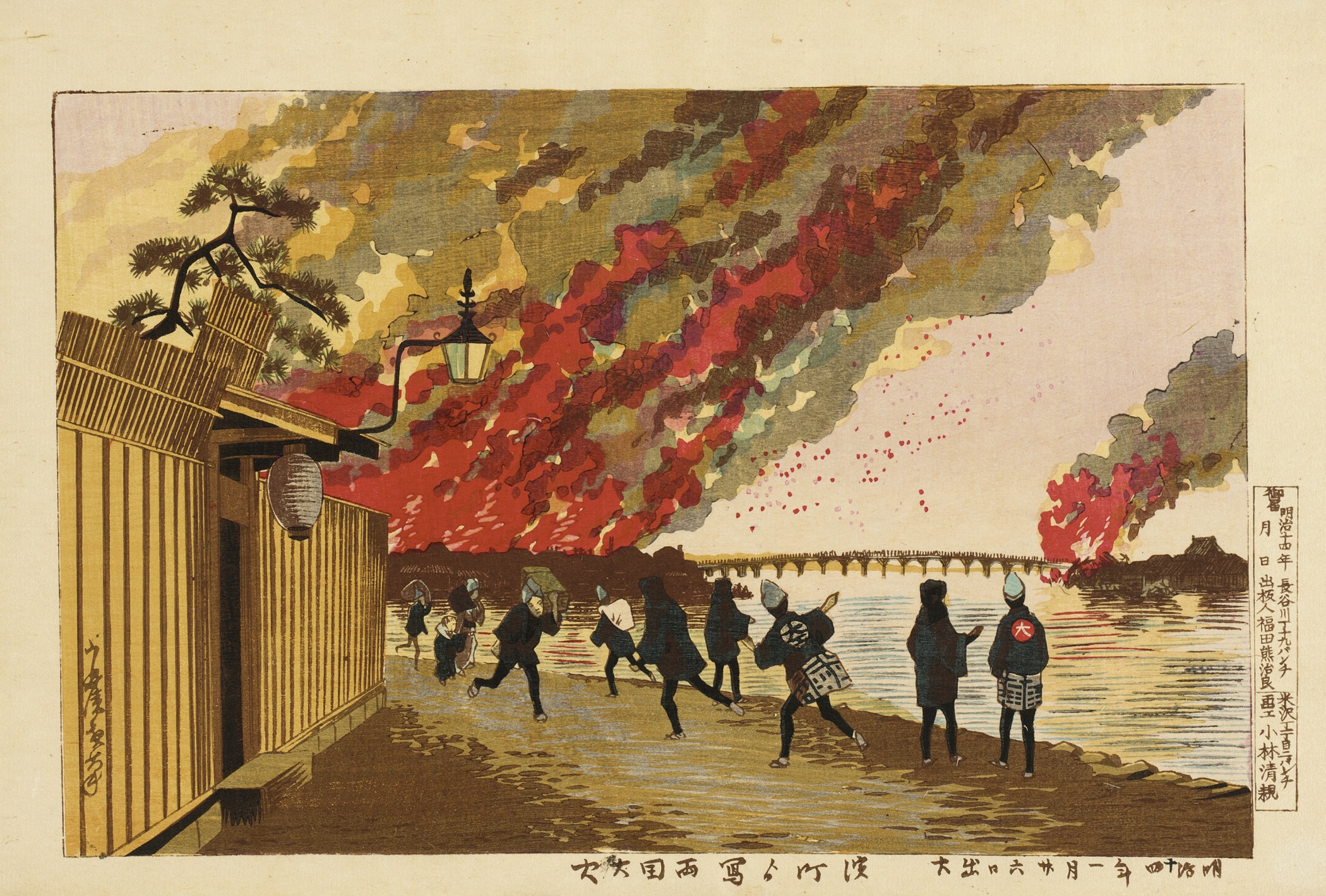
Кобаяси Киёсика. «Пожар в Риогоку», 1881 г.
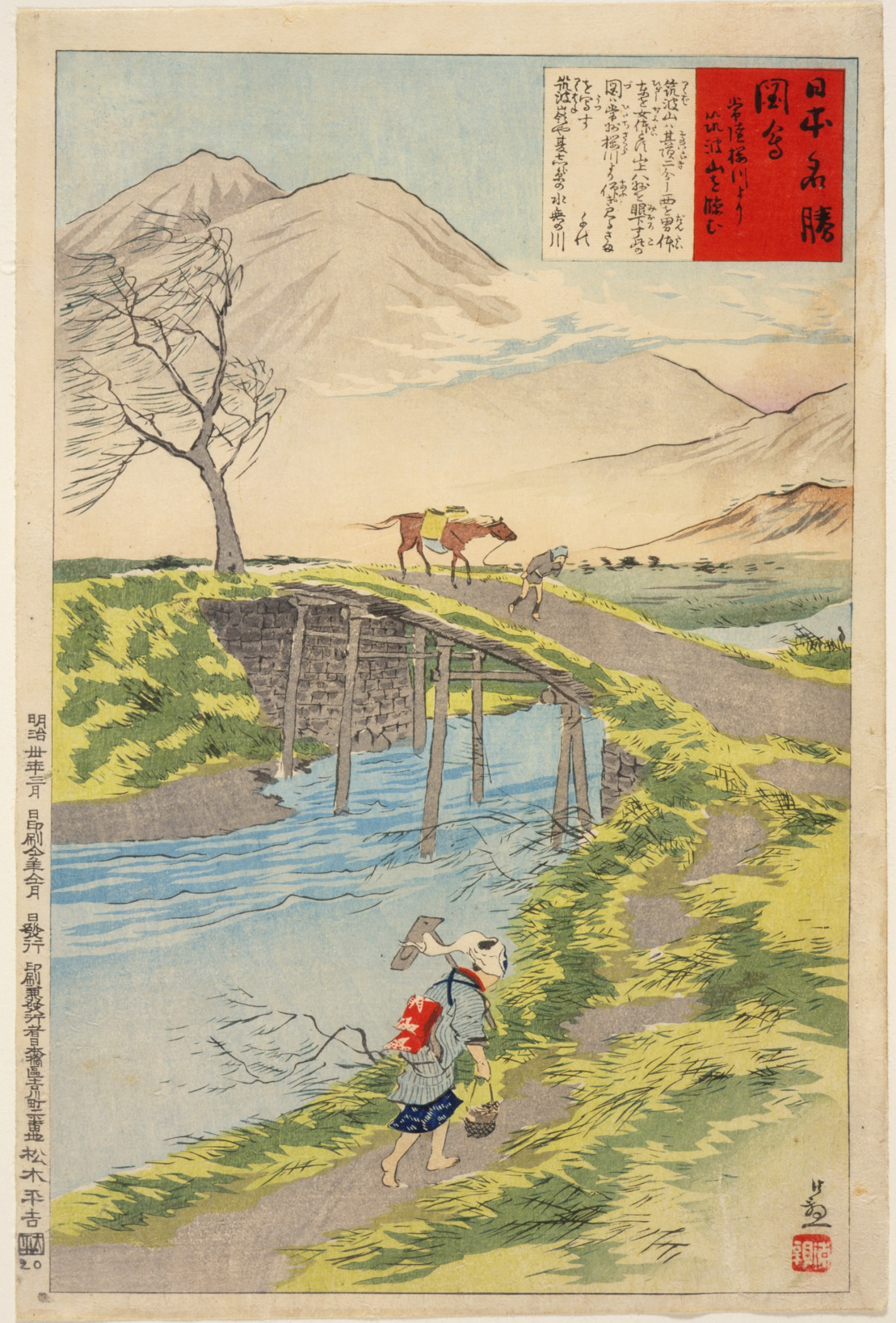
Кобаяси Киёсика. «Гора Цукуба у реки Хитачи», 1897 г.
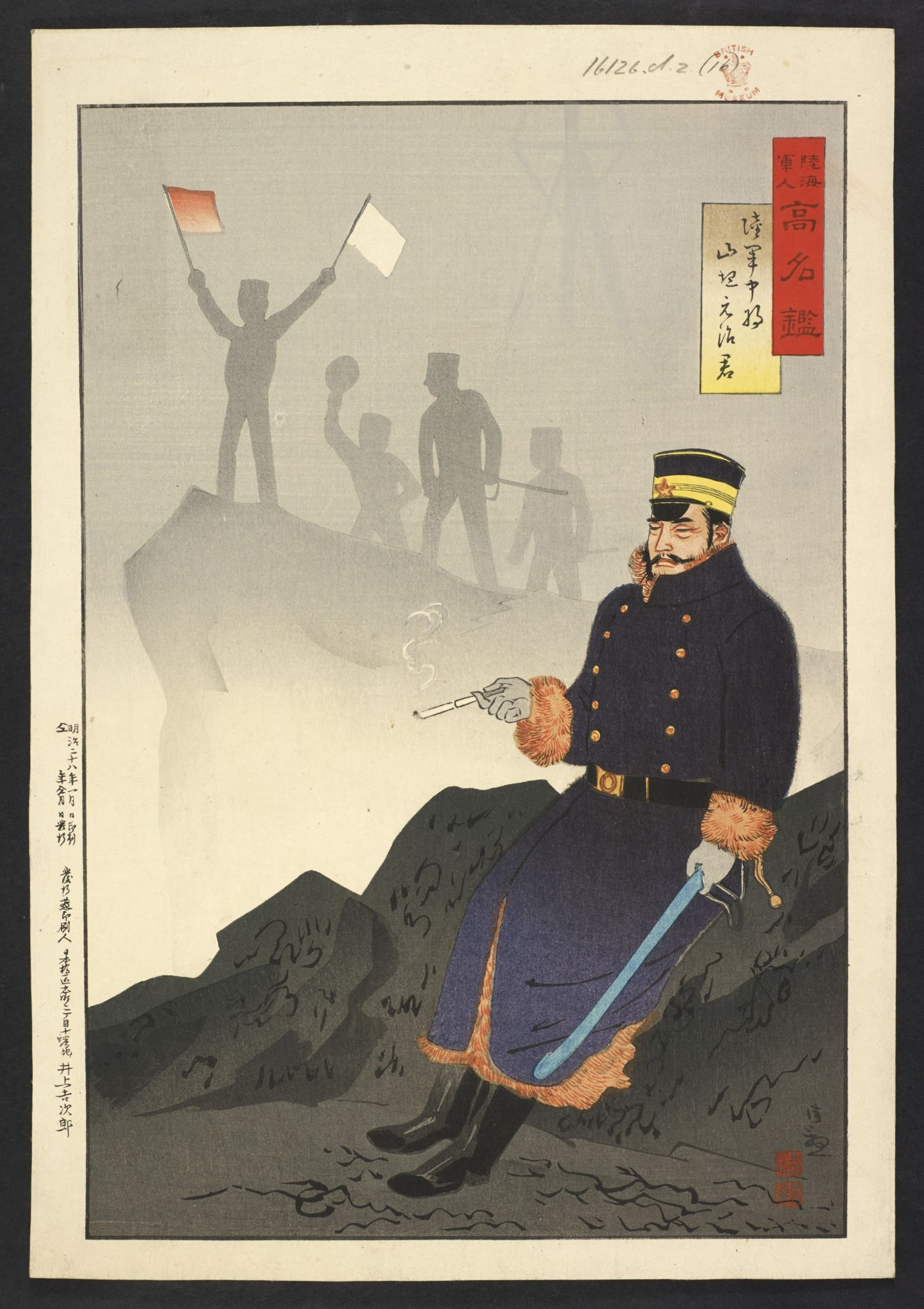
Кобаяси Киёсика. «Генерал-лейтенант Ямаи Мотохару», серия «Зеркало армии и герои флота», 1895 г.